# Бергер, Грете
Грете Бергер (нем. Grete Berger, урождённая Маргарете Берг, нем. Margarethe Berg, 11 февраля 1883, Егерндорф, Австрийская Силезия – 23 мая 1944 или немного позже, Освенцим) – австро-немецкая актриса театра и кино.

## Биография
Родилась 11 февраля 1883 года в Егендорфе, Австрийская Силезия. Обучалась актёрскому мастерству у Розы Рот в Вене. Дебютировала на сцене 1 сентября 1903 года в Берлине в Новом и Малом театре. В 1904 году была зачислена в труппу Немецкого театра под руководством Макса Рейнхардта.
Здесь она исполняла характерные роли молодых девушек. В 1911 году участвовала в гастролях ансамбля театра со спектаклем «Царь Эдип» по Софоклу в Праге и Санкт-Петербурге. Среди её ролей в Берлине – Пак в «Сне в летнюю ночь», заглавная роль в «Электре» Гуго фон Гофманнсталя, Дезире в «Графе фон Шароле» Рихарда Бир-Хофмана, Марикке в «Иоановом пламени» Германа Зудермана и Рахель в «Еврейке из Толедо».
В 1913 и 1914 годах снялась в нескольких фильмах, получив известность благодаря роли графини Маргит Шварценберг в фильме «Пражский студент». Режиссёр Стеллан Рюэ также задействовал её в других своих постановках по сценариям Ганса Гейнца Эверса, который в то время был её партнёром. В 1914 году с началом Первой мировой войны она вернулась на сцену. В 1920-е годы исполнила роли второго плана в некоторых важных фильмах, в том числе «Усталая смерть», «Доктор Мабузе, игрок», «Нибелунги», «Метрополис» Фрица Ланга. После участия в фильме «Страна без женщин» (1929), в котором уже было несколько звуковых сцен, больше не работала в кино.
Приход к власти национал-социалистов в 1933 году положил конец её творческой карьере. Она бежала с мужем в Италию. 7 апреля 1944 года была арестована немецкими оккупационными властями во время облавы на евреев в Риме. Её депортация в концлагерь была назначена на 10 апреля 1944 года. Немецкие власти отправили её в пересыльный лагерь Фоссоли близ Карпи, где она встретила Якоба Фельдхаммера, своего коллегу по Немецкому театру. 16 мая 1944 года немецкие оккупационные власти депортировали их из Фоссоли в концлагерь Освенцим. Там они были убиты вскоре по прибытии 23 мая 1944 года.